# الانتخابات النيابية الأردنية 2024
الانتخابات النيابية الأردنية 2024 هي الانتخابات النيابية التاسعة عشر منذ إعلان استقلال المملكة الأردنية الهاشمية عام 1946 والتي جرت صباح 10 سبتمبر/أيلول 2024 لانتخاب أعضاء مجلس النواب الأردني العشرون. وشهدت تنافس 1623 مرشحًا ضمن 197 قائمة محلية وعامة على مقاعد مجلس النواب البالغة 138 مقعدًا.

## النظام الانتخابي
جرت الانتخابات النيابية الأردنية لعام 2024 وفقًا لقانون الانتخاب لمجلس النواب رقم 4 لسنة 2022 وتعديله، والذي اُقرّ في أبريل 2022، نصّ القانون على تقسيم المملكة إلى 18 دائرة انتخابية محلية وانتخابية عامة، خُصّص لها 138 مقعدًا، منها (97) مقعدًا للدوائر الانتخابية المحلية وفقًا لنظام القائمة النسبية المفتوحة، وللدائرة العامة (41) مقعدًا وفقًا لنظام القائمة النسبية المغلقة مُخصصة للأحزاب والتحالفات الحزبية. يُخصص من مجمل هذه المقاعد 12 مقعدًا للأقليات المسيحية والشركسية والشيشانية بالإضافة إلى 18 مقعدًا للنساء «كوتا».
يسمح القانون بأن يُدلي الناخب بصوتين وفقًا لنظام انتخابي مختلط، يُعتمد النظام النسبي المغلق للقوائم الحزبية، والنظام النسبي المفتوح للقوائم المحلية، كما خفضّ القانون عمر المترشّح المسموح به من 30 عامًا إلى 25 عامًا.

## مراحل العملية الانتخابية
المدد القانونية للانتخابات النيابية 2024:
- 24 أبريل- صدور الإرادة الملكية بإجراء انتخابات مجلس النواب.[6]
- 2 يونيو- عرض الجداول الأولية للناخبين.
- 24 يوليو- نشر الجداول النهائية للناخبين.
- 25 يوليو- إرادة ملكية بحل مجلس النواب التاسع عشر.[7]
- 30 يوليو- بدأ مرحلة الترشّح.
- 9 أغسطس- عرض القوائم الأولية للمرشحين وبدء الدعاية الانتخابية.
- 11 أغسطس- بدأ مرحلة الطعون.
- 28 أغسطس- عرض القوائم النهائية للمرشحين.
- 10 سبتمبر- يوم الاقتراع.

## النتائج
أعلنت الهيئة المستقلة للانتخاب أنّ نسبة الاقتراع بلغت 32.25% ممن يحق لهم الانتخاب، مسجّلة زيادة طفيفة عن انتخابات 2020، وإنّ نسبة الاقتراع تخطّت نسبة الاقتراع في الانتخابات السابقة، بينما شهدت نسبة مشاركة النساء في هذه الانتخابات "تراجعًا" قياسًا مقارنة بالانتخابات الماضية، حيث بلغت 48% في حين بلغت نسبة اقتراع الذكور 52%.
| الحزب                           | الحزب                           | الأصوات   | %      |
| ------------------------------- | ------------------------------- | --------- | ------ |
|                                 | جبهة العمل الإسلامي             | 464٬350   | 28.34  |
|                                 | الحزب الوطني الإسلامي           | 87٬708    | 5.35   |
|                                 | حزب الميثاق                     | 93٬688    | 5.72   |
|                                 | Will Party                      | 68٬506    | 4.18   |
|                                 | حزب تقدم                        | 61٬206    | 3.74   |
|                                 | الأرض المباركة                  | 50٬258    | 3.07   |
|                                 | ال19 حزب الاخرى                 | 812٬635   | 49.60  |
| المجموع                         | المجموع                         | 1٬638٬351 | 100.00 |
|                                 |                                 |           |        |
| الناخبين المسجلين ومعدل الإقبال | الناخبين المسجلين ومعدل الإقبال | 4٬600٬000 | 36%    |
| المصدر: قناة رؤيا الفضائية      |                                 |           |        |

### النتائج النهائية لانتخابات مجلس النواب[10]

#### المرشحين الفائزيين للدائرة العامة
| اسم المرشح                       | ترتيب المرشح في قائمته | عدد مقاعد القائمة | عدد الأصوات التي حصلت عليها القائمة | اسم القائمة الحزبية       | ترتيب القائمة |
| احمد ابراهيم عبد العزيز القطاونه | 1                      | 17                | 464350                              | جبهة العمل الاسلامي       | 17            |
| محمد خليل محمد عقل               | 2                      | 17                | 464350                              | جبهة العمل الاسلامي       | 17            |
| حياه حسين علي مسيمي              | 3                      | 17                | 464350                              | جبهة العمل الاسلامي       | 17            |
| ناصر سلامه عقله نواصره           | 4                      | 17                | 464350                              | جبهة العمل الاسلامي       | 17            |
| مالك عبد الله علي الطهراوي       | 5                      | 17                | 464350                              | جبهة العمل الاسلامي       | 17            |
| ديمه محمد طارق عبد الرحيم طهبوب  | 6                      | 17                | 464350                              | جبهة العمل الاسلامي       | 17            |
| معتز علي سالم الهروط             | 7                      | 17                | 464350                              | جبهة العمل الاسلامي       | 17            |
| وسام محمد عبد الغني الربيحات     | 8                      | 17                | 464350                              | جبهة العمل الاسلامي       | 17            |
| هدى حسين محمد عتوم               | 9                      | 17                | 464350                              | جبهة العمل الاسلامي       | 17            |
| خضر هليل مطير بني خالد           | 10                     | 17                | 464350                              | جبهة العمل الاسلامي       | 17            |
| سالم علي محمود ابو دوله          | 11                     | 17                | 464350                              | جبهة العمل الاسلامي       | 17            |
| حامد خليل رشيد الرحامنه          | 12                     | 17                | 464350                              | جبهة العمل الاسلامي       | 17            |
| ابراهيم صالح هلال الحميدي        | 13                     | 17                | 464350                              | جبهة العمل الاسلامي       | 17            |
| رائد طاهر حمدان القطامين         | 14                     | 17                | 464350                              | جبهة العمل الاسلامي       | 17            |
| نور حسني احمد ابوغوش             | 15                     | 17                | 464350                              | جبهة العمل الاسلامي       | 17            |
| باسم مرشد صالح روابده            | 16                     | 17                | 464350                              | جبهة العمل الاسلامي       | 17            |
| فتحي يوسف سلمان البوات           | 17                     | 17                | 464350                              | جبهة العمل الاسلامي       | 17            |
| احمد محمد علي الصفدي             | 1                      | 3                 | 93680                               | الميثاق                   | 8             |
| مازن تركي سعود القاضي            | 2                      | 3                 | 93680                               | الميثاق                   | 8             |
| تمارا يعقوب عادل ناصرالدين       | 3                      | 3                 | 93680                               | الميثاق                   | 8             |
| مصطفى صالح مصطفى العماوي         | 1                      | 3                 | 87519                               | الوطني الاسلامي           | 9             |
| جميل احمد محمد الدهيسات          | 2                      | 3                 | 87519                               | الوطني الاسلامي           | 9             |
| هاله يوسف محمود جراح             | 3                      | 3                 | 87519                               | الوطني الاسلامي           | 9             |
| دينا عوني محمد البشير            | 1                      | 3                 | 75121                               | حزب إرادة                 | 21            |
| خميس حسين خليل عطيه              | 2                      | 3                 | 75121                               | حزب إرادة                 | 21            |
| حمود ابراهيم احمد الزواهره       | 3                      | 3                 | 75121                               | حزب إرادة                 | 21            |
| زهير محمد زهير الخشمان           | 1                      | 2                 | 66227                               | الاتحاد الوطني            | 1             |
| ايمن عوده محمد البدادوه          | 2                      | 2                 | 66227                               | الاتحاد الوطني            | 1             |
| مصطفى فؤاد محمد الخصاونه         | 1                      | 2                 | 61199                               | حزب تقدم                  | 7             |
| بكر محمد عبد الغني الحيصه        | 2                      | 2                 | 61199                               | حزب تقدم                  | 7             |
| سليمان حويله عيد الزبن           | 1                      | 2                 | 50244                               | قائمة الارض المباركة      | 14            |
| خالد علي محمد المسامره العقيلات  | 2                      | 2                 | 50244                               | قائمة الارض المباركة      | 14            |
| محمد احمد علي الجراح             | 1                      | 2                 | 50142                               | حزب العمال                | 13            |
| قاسم عبد الله محمد القباعي       | 2                      | 2                 | 50142                               | حزب العمال                | 13            |
| معتز محمد موسى ابو رمان          | 1                      | 2                 | 45859                               | تحالف حزب نماء وحزب العمل | 4             |
| علي سليمان محمد الغزاوى          | 2                      | 2                 | 45859                               | تحالف حزب نماء وحزب العمل | 4             |
| ايمن محمود عبدالله ابوهنيه       | 1                      | 2                 | 41891                               | حزب عزم                   | 18            |
| هدى ابراهيم نصار نفاع            | 2                      | 2                 | 41891                               | حزب عزم                   | 18            |

##### مقاعد الشركس / الشيشان
| اسم المرشح          | ترتيب المرشح في قائمته | عدد مقاعد القائمة | عدد الأصوات التي حصلت عليها القائمة | اسم القائمة الحزبية | ترتيب القائمة |
| محمد فخرى شكرى كتاو | 9                      | 3                 | 93680                               | الميثاق             | 8             |

##### مقاعد المسيحيين
| اسم المرشح                | ترتيب المرشح في قائمته | عدد مقاعد القائمة | عدد الأصوات التي حصلت عليها القائمة | اسم القائمة الحزبية | ترتيب القائمة |
| جهاد عبد المجيد خميس عبوي | 9                      | 2                 | 66227                               | الاتحاد الوطني      | 1             |
| رند جهاد فؤاد الخزوز      | 5                      | 2                 | 61199                               | حزب تقدم            | 7             |

### قائمة الاسماء
تاليا القائمة النهائية لمجلس النواب العشرون.
1. أحمد محمد الصفدي.
2. مازن تركي القاضي.
3. تمارا يعقوب ناصر الدين.
4. مصطفى صالح العماوي.
5. جميل أحمد الدهيسات.
6. هالة يوسف محمود الجراح.
7. دينا عوني محمد البشير.
8. خميس حسين عطية.
9. حمود إبراهيم الزواهرة.
10. زهير محمد الخشمان.
11. أيمن عودة البدادوة.
12. مصطفى فؤاد الخصاونة.
13. بكر محمد الحيصة.
14. سليمان حويلة الزبن.
15. خالد محمد العقيلات.
16. محمد أحمد الجراح.
17. قاسم عبدالله القباعي.
18. معتز محمد أبو رمان.
19. علي سليمان الغزاوي.
20. أيمن محمود أبو هنية.
21. هدى إبراهيم نصار نفاع.
22. رند جهاد فؤاد الخزوز.
23. جهاد عبدالمجيد عبوي.
24. محمد فخري كتاو.
25. أحمد إبراهيم القطاونة.
26. محمد خليل عقل.
27. حياة حسين مسيمي.
28. ناصر نواصرة.
29. مالك عبدالله علي الطهراوي.
30. ديمة محمد طارق طهبوب.
31. معتز علي الهروط.
32. وسام محمد الربيحات.
33. هدى حسين محمد عتوم.
34. خضر هليل بني خالد.
35. سالم علي أبو دولة.
36. حامد خليل الرحامنة.
37. إبراهيم صالح الحميدي.
38. رائد طاهر  القطامين.
39. نور حسني أبو غوش.
40. باسم مرشد الروابدة.
41. فتحي يوسف البوات.
42. أحمد الرقب.
43. محمد يحيا المحارمة.
44. عبدالرحمن العوايشة.
45. أحمد الهميسات.
46. عطالله الحنيطي.
47. بيان فخري عبدالله.
48. صالح العرموطي.
49. موسى الوحش.
50. أندريه حواري.
51. سليمان السعود.
52. عبدالرؤوف الربيحات.
53. أحمد عشا.
54. جهاد مدانات.
55. راكين أبو هنية.
56. تيسير أبو عرابي العدوان.
57. ينال عبدالسلام فريحات.
58. نصار حسن القيسي.
59. نمر عبد الحميد السليحات.
60. عدنان يندار مشوقة.
61. إيمان محمد العباسي.
62. محمد الظهراوي.
63. علي الخلايلة.
64. أيمن توفيق أبو الرب.
65. وليد حامد المصري.
66. حسين علي العموش.
67. رائد مصباح رباع.
68. محمد سلامة الغويري.
69. نبيل كامل الشيشاني.
70. هايل فريح عياش.
71. نسيم عارف العبادي.
72. عبد الهادي البريزات.
73. سامر نوفان العبابسة.
74. عيسى نصار.
75. نجمة شفيق الهواوشة.
76. أحمد عبدالعزيز السراحنة.
77. سليمان حماد الخرابشة.
78. طلال محمد النسور.
79. عارف منور السعايدة.
80. خليفة سليمان الديات.
81. حكم منصور المعادات.
82. جمال عيسى قموة.
83. رانيا منصر أبو رمان.
84. حمزة محمد الحوامدة.
85. بدر الحراحشة.
86. محمد عبدالفتاح هديب.
87. شفاء عيسى صوان.
88. آية الله الفريحات.
89. عبد الحليم عنانبة.
90. فريال بني سلمان.
91. وصفي حداد.
92. أحمد حسن الشديفات.
93. إسماعيل راشد المشاقبة.
94. أحمد حمدان العليمات.
95. مي محمود الحراحشة.
96. خالد أبو حسان.
97. عوني الزعبي.
98. علي الخزعلي.
99. طارق بني هاني.
100. عثمان المخادمة.
101. فراس قبلان.
102. شاهر شطناوي.
103. آمال البشير.
104. محمد ملحم.
105. سالم العمري.
106. مؤيد علاونة.
107. عبد الناصر الخصاونة.
108. مجحم الصقور.
109. آيات عيسى.
110. إياد جبرين.
111. إبراهيم سلامة الصرايرة.
112. إبراهيم يوسف الطراونة.
113. محمد عبدالله البستنجي.
114. حسين خالد الطراونة.
115. محمود خلف النعيمات.
116. إبراهيم صقر القرالة.
117. إسلام لويفي العزازمة.
118. هيثم جريس الزيادين.
119. محمد أحمد المرايات.
120. محمد سلامة السبايلة.
121. محمد عبدالرزاق الرعود.
122. ميسون صبحي القوابعة.
123. محمد أحمد المحاميد.
124. يوسف محمد الرواضية.
125. حسين سعود كريشان.
126. رانية محمد الخليفات.
127. حسن صلاح الرياطي.
128. عبد الباسط الكباريتي.
129. لبنى محمد نمور.
130. حابس سامي الفايز.
131. إبراهيم فنخير الجبور.
132. فليحة سلامة السبيتان.
133. صالح ساري أبو تايه.
134. محمد قاسم المراعية.
135. أروى علي حمد الزبون.
136. عمر الخوالد.
137. حابس الشبيب.
138. مي محمد الزيادنة.